# Ilia Leshukov
Iliá Sergueyévich Leshukov –en ruso, Илья Сергеевич Лешуков– (San Petersburgo, 27 de diciembre de 1995) es un deportista ruso que compite en voleibol, en la modalidad de playa. Ganó una medalla de plata en el Campeonato Europeo de Vóley Playa de 2019, en el torneo masculino.

## Palmarés internacional
| Campeonato Europeo | Campeonato Europeo | Campeonato Europeo | Campeonato Europeo  |
| Año                | Lugar              | Medalla            | Pareja              |
| ------------------ | ------------------ | ------------------ | ------------------- |
| 2019               | Moscú (Rusia)      | Medalla de plata   | Konstantin Semionov |